# 明惠皇后 (金朝)
明惠皇后（12世纪—1231年），姓王氏，名不详。中国金朝第九代皇帝金哀宗的母亲，金宣宗的妃嫔，其妹妹王氏则是金宣宗的皇后。
出生年没有记载。王氏何时成为金宣宗的妾室不详，只知王氏在1198年生金哀宗。1213年金宣宗即位，封王氏为淑妃。她的妹妹立为皇后后，王淑妃则进封元妃。哀宗即位，诏尊王元妃为皇太后，号慈圣宫太后。王太后悉心教导哀宗，让他和睦兄弟，勤于朝政。对蒙古帝国有小捷，文士有奏赋颂称圣德中兴。王太后不悦：“帝年少气锐，无惧心则骄怠生。今幸一胜，何等中兴，而若辈谄之如是。”
正大八年（1231年）九月丙申，王太后驾崩，遗命园陵务从俭约。十二月己未，葬汴京迎朔门外五里庄献太子完顏守忠墓之西。谥号明惠皇后。
史书上没有记载王氏的名字。柏杨在其编著的《中国帝王皇后亲王公主世系录》一书，称其为王云，其妹为王霓，出处不得而知。